# Роџерсвил (Мисури)
Роџерсвил (енгл. Rogersville) град је у америчкој савезној држави Мисури.

## Демографија
По попису из 2010. године број становника је 3.073, што је 1.565 (103,8%) становника више него 2000. године.
| Група             | 2000.         | 2010.         |
| Белци             | 1.430 (94,8%) | 2.846 (92,6%) |
| Афроамериканци    | 6 (0,4%)      | 12 (0,4%)     |
| Азијати           | 6 (0,4%)      | 13 (0,4%)     |
| Хиспаноамериканци | 18 (1,2%)     | 108 (3,5%)    |
| Укупно            | 1.508         | 3.073         |